# زفی تیلبری
زِفی تیلبری (انگلیسی: Zeffie Tilbury؛ ‏ ۲۰ نوامبر ۱۸۶۳ – ۲۴ ژوئیهٔ ۱۹۵۰) بازیگر بریتانیایی-آمریکایی بود که بین سال‌های ۱۹۱۷ تا ۱۹۴۲ میلادی فعالیت می‌کرد.
از فیلم‌هایی که وی در آن نقش داشته‌است، می‌توان به فرشته سپید، آنتونی ادورس، به دنبال مرد لاغر، ماری آنتوانت، کله‌پوک‌ها، بالالایکا، تیم اضطراری، خوشه‌های خشم، اسرار ادوین درود، بالالایکا، آخرین روزهای پمپی، دختر کولی، کمیل (فیلم ۱۹۲۱)، کمیل (فیلم ۱۹۳۶) آلیس آدامز، قهرمان شماره یک مردم و جاده تنباکو اشاره کرد.